# 후쿠시마현 제1구
후쿠시마현 제1구(일본어: 福島県第1区)는 일본의 중의원 선거구이다. 1994년 공직선거법이 개정되면서 신설되었다.

## 지역
- 후쿠시마시
- 소마시
- 미나미소마시
- 다테시
- 다테군
- 소마 군

## 역대 국회의원
- 사토 다쓰오 (소속 정당: 자유민주당, 임기: 1996년 ~ 2005년)
- 가메오카 요시타미 (소속 정당: 자유민주당, 임기: 2005년 ~ 2009년)
- 이시하라 요자부로 (소속 정당: 민주당, 임기: 2009년 ~ 2012년)
- 가메오카 요시타미 (소속 정당: 자유민주당, 임기: 2012년 ~ 2017년)
- 가네코 에미 (소속 정당: 무소속, 임기: 2017년 ~ 현재)